# Lost River (Idaho)
Lost River è una città degli Stati Uniti d'America, situata nello Stato dell'Idaho, nella Contea di Custer.